# 88 Тісба
88 Тісба — астероїд головного поясу, відкритий 15 червня 1866 року американським астрономом Христіаном Г. Ф. Петерсом у Клінтоні, США. Тісба і Пірам — легендарна вавилонська закохана пара, історія якої схожа на історію шекспірівських нещасних закоханих.
Тісба — один із найбільших астероїдів головного поясу. У 1978 році в ході досліджень у Туринській обсерваторії був визначений діаметр Тісби — близько 210 км. Проте в 1981 році, спостерігаючи з дванадцяти місць за покриттям зірки SAO 187124 Тісбою, вчені з'ясували, що діаметр астероїда на 10% більше, ніж зазначено в попередніх дослідженнях, і становить близько 232 км.
У 2001 році на підставі гравітаційного впливу астероїда 7 Ірида на Тісбу була визначено масу і густину останньої.
Астероїд має темну вуглецеву поверхню. За класифікацією Tholen, астероїд належить до спектрального типу CF, а за класифікацією SMASSII — до класу B.
Астероїд не перетинає орбіту Землі, і обертається навколо Сонця за 4,60 юліанського року.
Тіссеранів параметр щодо Юпітера — 3,313.